# Isaac Asimov
Isaac Asimov, narozen jako Izák Judovič Ozimov (rusky Исаак Юдович Озимов; 2. ledna 1920, Petroviči, Rusko – 6. dubna 1992, New York, USA), byl americký spisovatel a biochemik židovského původu. Napsal přes 300 vědeckých, vědecko-populárních a sci-fi knih. Počátek jeho tvorby patří do období tzv. Zlatého věku sci-fi. Získal celou řadu prestižních cen (Hugo, Nebula, Locus,...). Je autorem tří zákonů robotiky.

## Životopis

### Mládí
Isaac Asimov se narodil do židovské rodiny ve vesnici Petroviči v Sovětském Rusku. Ve své první autobiografii uvádí, že jako datum svého narození považuje 2. ledna 1920, i když vzhledem k chybějícím dokumentům či případné chybě při převodu z juliánského kalendáře je toto datum nejzazší a správné datum může být i 4. října 1919.
V roce 1923 celá rodina emigrovala do USA. Do USA se plavil na lodi RMS Baltic. Stal se americkým občanem v roce 1928. Asimov se nikdy nenaučil rusky (jeho rodiče mluvili jidiš) a nikdy svou rodnou zemi nenavštívil. Isaac vyrůstal v Brooklynu v New Yorku. Jeho otec měl malý obchod se smíšeným zbožím, ve kterém se Asimov poprvé setkal s časopisy a novinami. Asimov se naučil sám číst v pěti letech, své první články začal psát už v jedenácti a od devatenácti je dokonce prodával do různých časopisů. Po vystudování střední školy nastoupil Asimov na Kolumbijskou univerzitu, kde promoval v roce 1939.

### Život během světové války a po ní
Během druhé světové války sloužil Asimov jako civilista na námořní základně ve Filadelfii (Philadelphia Naval Shipyard). V roce 1944 byl předvolán k armádní odvodové prohlídce, ale kvůli krátkozrakosti nebyl odveden. Tato vada už nebyla armádě USA na obtíž 7. září 1945, kdy Asimov obdržel povolávací rozkaz. Do jejích řad vstoupil 1. listopadu 1945. Prošel základním výcvikem v Camp Lee ve Virginii. 7. ledna 1946 začal psát povídku Důkaz, což byla jediná povídka, kterou Asimov napsal během své služby v armádě USA (období od 1. listopadu 1945 do 26. července 1946). 7. února již měl hotovu první verzi, ale pak s psaním přestal, neboť se měl zúčastnit operace Crossroads na atolu Bikini. Odcestoval s ostatními na Havaj do Honolulu, ale jaderného testu se nakonec nezúčastnil. Po návratu do Camp Lee požádal o propuštění z armády kvůli doktorandské práci, bylo mu vyhověno 26. července 1946. Odcházel v hodnosti desátníka.
Po válce v roce 1948 dokončil studia, stal se doktorem biochemie a začal pracovat jako učitel biochemie na Bostonské univerzitě. Od roku 1958 se stává profesionálním spisovatelem. Asimov byl dvakrát ženatý: poprvé se oženil v roce 1942 s Gertrude Blugermanovou, se kterou měli dvě děti, syna Davida a dceru Robyn Joan, podle které vytvořil postavu Wandy Seldon. Wanda byla vnučkou hlavního hrdiny knih o Nadaci Hariho Seldona. Manželství se rozpadlo v roce 1973 a dva týdny po rozvodu se Asimov oženil znovu – vzal si americkou autorku sci-fi Janet O. Jeppsonovou. Isaac Asimov zemřel v roce 1992 v New Yorku. Po jeho smrti jeho druhá žena odhalila, že zemřel v důsledku nemoci AIDS. K nákaze došlo při operaci v roce 1983, kdy byla Asimovovi podána krev, která byla HIV pozitivní.

## Dílo
Jeho dílo zahrnuje velké množství beletristických i vědeckých prací, z nichž v češtině vyšel jen nepatrný zlomek. Je známý hlavně svými díly z vědecko-fantastického žánru (sci-fi) a populárně vědeckými knihami. Nejznámějším Asimovým dílem je série Nadace (Foundation series), kterou později spojil s dalšími dvěma sériemi – o galaktické Říši (Galactic Empire series) a o robotech (Robot series).
Robotům se Asimov věnoval celý život. První povídku o robotovi napsal v rozmezí 10.–22. května 1939. Jmenovala se „Robbie“ a lze ji najít ve sbírce povídek Já, robot. Napsal bezpočet povídek a několik knih o této problematice. Sbírka povídek Já, robot patří mezi nejznámější. Je tvůrcem tzv. zákonů robotiky. Asimov sám přiznal, že slovo robot je přejaté z dramatu Karla Čapka RUR z roku 1920. Asimov toto drama přečetl a netajil se tím, že se mu dílo nelíbí.
Psal také detektivky, fantasy, velké množství „ne-fantastických“ knih. Celkem napsal nebo jako editor upravil kolem 500 knih a přibližně 90 000 dopisů nebo pohlednic. Jeho práce spadají do všech hlavních kategorií Mezinárodního desetinného třídění. Isaac Asimov byl humanista a racionalista. Je všeobecně považován za mistra žánru vědecké fantastiky a za svého života společně s Robertem A. Heinleinem a Arthurem C. Clarkem patřil mezi tzv. „velkou trojku“ autorů sci-fi.

### Zákony robotiky
Asimov je tvůrcem zákonů robotiky, které se časem staly dogmatem sci-fi literatury. Popisují, jakými pravidly se roboti mají řídit. Byly poprvé uvedeny v březnu 1942 v povídce „Hra na honěnou“ (Runaround).

### Citáty
„Násilí je posledním útočištěm neschopných.“ – Salvor Hardin, Nadace
„Nikdy nedopusťte, aby vám smysl pro morálku zabránil udělat to, co je správné!“ – Hober Mallow, Nadace

## Ocenění
- 7 cen Hugo:
  - 1963: výběr F&SF Science Articles (Special Achievement)
  - 1966: série Nadace – Foundation (Best All-time Series)
  - 1973: román Ani sami bohové – The Gods Themselves (Novel)
  - 1977: povídka Dvěstěletý člověk – The Bicentennial Man (Novelette)
  - 1983: román Nadace na hranicích – Foundation's Edge (Novel)
  - 1992: povídka Zlato – „Gold“ (Novelette)
  - 1995: paměti Já, Asimov – I. Asimov: A Memoir (Non-Fiction)

- 2 ceny Nebula:
  - 1972: román Ani sami bohové – The Gods Themselves
  - 1976: povídka Dvousetletý člověk – The Bicentennial Man

- 7 cen Locus
  - 1973: román Ani sami bohové – The Gods Themselves (Novel)
  - 1975: Before the Golden Age (Anthology)
  - 1977: povídka Dvousetletý člověk – The Bicentennial Man (Novelette)
  - 1981: In Joy Still Felt: The Autobiography of Isaac Asimov, 1954–1978 (related non-fiction book)
  - 1983: román Nadace na hranicích – Foundation's Edge (Novel)
  - 1987: povídka Sny robotů – Robot Dreams (Short Story)
  - 1995: paměti Já, Asimov – I. Asimov: A Memoir (Non-Fiction)

- 1967: cena E. E. Smithe – Skylark Award, uděluje New England Science Fiction Association
- 1986: jmenován Velmistrem žánru – SFWA award for Grand Master, uděluje Science Fiction and Fantasy Writers of America
- 1990: Forry Award za celoživotní dílo, uděluje Los Angeles Science Fantasy Society [6]
- 1997: uveden do síně slávy – Science Fiction and Fantasy Hall of Fame, uděluje Kansas City Science Fiction and Fantasy Society [7]

## Přehled díla

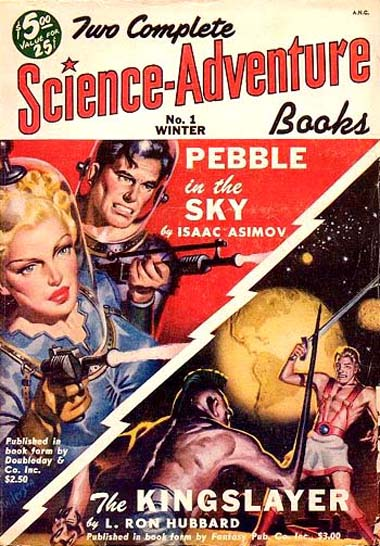
Obálka časopisu Two Complete Science Adventure Books z roku 1950 s autorovým románem Pebble in the Sky

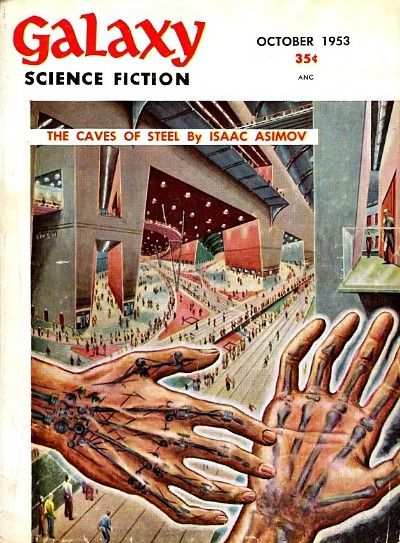
Obálka časopisu Galaxy Science Fiction z roku 1953 s autorovým románem The Caves of Steel

Následuje seznam děl, která vyšla v češtině. Uvedeno je vždy první české vydání.

### Sci-fi romány

#### Série o Nadaci
- Základna, 1985, samizdatové vydání prvních 3 dílů v jednom svazku
- Nadace, AG Kult 1991 (Foundation, 1951)
- Nadace a Říše, AG Kult 1991 (Foundation and Empire, 1952)
- Druhá Nadace, AG Kult 1991 (Second Foundation, 1953)
- Nadace na hranicích, AG Kult 1992 (Foundation's Edge, 1982)
- Nadace a Země, AG Kult 1992 (Foundation and Earth, 1986)
- Předehra k Nadaci, AG Kult 1992 (Prelude to Foundation, 1988)
- A zrodí se Nadace, And Classic 1995 (Forward the Foundation, 1993)

#### Série o robotech
- Ocelové jeskyně, Mladá Fronta 1970 (The Caves of Steel, 1954)
- Nahé slunce, Ivo Železný 1994 (The Naked Sun, 1957)
- Roboti úsvitu, Klub Julese Vernea 1993 (The Robots of Dawn, 1983)
- Roboti a impérium, Klub Julese Vernea 1993 (Robots and Empire, 1985)

#### Série Galaktická říše
- Oblázek na obloze, AF 167 1993 (Pebble in the Sky, 1950)
- Hvězdy jako prach, AF 167 1994 (The Stars, Like Dust, 1951)
- Kosmické proudy, AF 167 1994 (The Currents of Space, 1952)

#### Série Lucky Starr
- David Starr – tulák po hvězdách , Ivo Železný 1999 (David Starr, Space Ranger, 1952)
- Lucky Starr & piráti z asteroidů, Ivo Železný 1999 (Lucky Starr and the Pirates of the Asteroids, 1953)
- Lucky Starr & oceány Venuše, Ivo Železný 1999 (Lucky Starr and the Oceans of Venus, 1954)
- Lucky Starr & velké slunce Merkuru, Ivo Železný 1999 (Lucky Starr and the Big Sun of Mercury, 1956)
- Lucky Starr a měsíce Jupiterovy, Ivo Železný 1999 (Lucky Starr and the Moons of Jupiter, 1957)
- Lucky Starr & prstence Saturnu, Ivo Železný 1999 (Lucky Starr and the Rings of Saturn, 1958)

#### Série Robot Norby
Jde o jedenáctidílnou sérii o popleteném robotovi určenou mládeži, kterou napsal společně se svou ženou Janet Asimovovou.
- Popletený robot Norby, Triton 2016 (Norby, the mixed-up robot, 1983)
- Norbyho další tajemství, Triton, Praha 2017 (Norby's Other Secret, 1984)

#### Ostatní
- Ani sami bohové, Nakladatelství Svoboda 1992 (The Gods Themselves, 1972)
- Fantastická cesta II, Místo určení: Mozek, Slan 1992 (Fantastic Voyage II, Destination Brain, 1987)
- Příchod noci, Laser 1993 (Nightfall, 1990) – spolu s Robertem Silverbergem. Děj se odehrává na planetě, která má více sluncí a kde je tedy stále světlo. Lidé zde žijící se bojí tmy. Jednou za 2049 let však nastává okamžik, kdy svítí pouze jedno slunce a dochází k zatmění. Lidé v tento okamžik zpanikaří, vše zapálí a tím dojde k rozvrácení civilizace, mnoho lidí zešílí. Román začíná v krátké době před příchodem noci, popisuje civilizaci zhruba na úrovni lidské civilizace v době napsání románu. Postavy polemizují, zda přijde či nepřijde noc. Po jejím příchodu dojde k požárům, ale nakonec, v poslední části, dojde k nápravě.
- Konec věčnosti, Albert 1993 (The End of Eternity, 1955)
- Dítě času, And Classic 1994 (The Ugly Little Boy, 1992) – s Robertem Silverbergem
- Pozitronový muž, Baronet 1998 (The Positronic Man, 1993) – s Robertem Silverbergem

### Povídkové sbírky
- Já, robot, Odeon 1981 (I, Robot, 1950)
- Vize robotů, Knižní Klub 1994 (Robot visions, 1990)
- Azazel, Laser 1994 (Azazel, 1988) – jedná se o fantasy povídky, které spojuje postava skřítka Azazela.
- Sny robotů, Knižní Klub 1996 (Robot Dreams, 1986)
- Sbohem Země, Mustang 1997 (Gold, 1995)
- Nesmrtelný Bard, Polaris 2001 (různé originály)
- Neznámý Asimov, Triton 2003, 2005 (The Early Asimov, 1972)
- Neznámý Asimov II.,
- Robohistorie, Triton 2004 (The Complete Robot, 1982)
- The Rest of the Robots, 1964

### Další
- Slova vědy: Co se za nimi skrývá, Panorama 1978 (Words of Science and History behind them a More Words of Science, 1959)
- Já, Asimov: paměti, Český spisovatel 1996 (I, Asimov, 1994) – třetí autobiografie
- Atom: cesta subatomárním vesmírem, Jota 1997 (Inside the Atom, 1956)